# Neva Carr Glyn
Neva Carr Glyn (Melbourne, 10 maggio 1908, nata Neva Josephine Mary Carr Glyn – Melbourne, 10 agosto 1975) è stata un'attrice teatrale, cinematografica e radiofonica australiana.
Nacque a Melbourne da Arthur Benjamin Carr Glyn (morto il 16 gennaio 1923), un umorale baritono ed impresario teatrale nato in Irlanda, e da Marie Carr Glyn (poi Mola), nata Marie Dunoon Senior (10 giugno 1874 – 24 dicembre 1953), un'attrice con lo pseudonimo "Marie Avis". Ebbe una sorellastra, Gwendoline Arnold O'Neill e due fratellastri Sacheverill Arnold Mola e Rupert Arnold Mola. Fu chiamata "Neva" dal nome di una prozia, che fu un contralto di un certo valore.

## Inizi
Neva nacque mentre i suoi genitori recitavano nella compagnia di Fred Niblo, compiendo un tour nel circuito di J. C. Williamson. Il loro debutto teatrale ebbe luogo quattro mesi dopo, in Nuova Zelanda, quando Fred Niblo la portò sul palcoscenico.
Dall'età di cinque anni a quella di dodici, quando morì suo padre, fu un'interna in varie scuole religiose, terminando a Sydney. A otto anni fu iscritta alla Minnie Hooper School of Dancing e a undici danzava in una rivista, The Queen of Sheba alla Sydney Town Hall.
A tredici anni la sua abilità di danzatrice le valse un posto nel coro di una pantomima di Fuller Brothers Dick Whittington and His Cat al Majestic Theatre di Newtown quindi nel 1925 compì un tour con la Band Box Revue. Per i successivi sei anni lavorò per loro sotto contratto, viaggiando in Australia e Nuova Zelanda. Recitò in Robinson Crusoe dal 1925 al 1926 come prima attrice, in "Aladdin" 1927–28 come Principale giovane e in Clowns in Clover per la compagnia di Frank Neil sono note le comparse, quest'ultima con Roy Rene. Altre celebrità con cui lei lavorò a quel tempo furono Jim Gerald e George Wallace.
Nel 1929 lei e sua madre si unirono alla Frank Neil company in un tour del Sudafrica recitando ruoli principali in commedie come Up in Mabel's Room.
Si recò a Londra nel 1931 e lavorò con la compagnia Firth Shephard recitando nell'operetta di Sigmund Romberg Nina Rosa (prodotta da Carol Reed), quindi con Firth Shephard e Leslie Henson in una striscia di "Aldwych comedies" quali Living Dangerously (1934), Accidentally Yours (1935), e Aren't Men Beasts? nel 1936. Ella comparve anche in quattro film, tra cui Girls, Please! (1934), con Sydney Howard e Il delatore (1937), con Ann Todd.
Nel 1936 sposò un allevatore australiano di nome Arthur John ma lo lasciò quando egli insistette affinché lei lasciasse il palcoscenico. Nel 1937 tornò in Australia e si mise subito al lavoro, recitando in Cinderella (nella parte di Dandini), e in altre pantomime di giorno e riviste con Jim Gerald ed Ella Shields la sera.

## Radio e palcoscenico
L'anno successivo lavorò per la Australian Broadcasting Corporation recitando alla radio con Peter Finch. I due divennero una coppia famosa, interpreti di dozzine di drammi tra cui le serie di Max Afford di detective marito e moglie Greyface come Jeffery ed Elizabeth Blackburn. Fu in quel periodo che a lei venne dato il soprannome di "Nessie".
Nel 1940 sposò l'attore John Tate e il loro figlio Nick Tate, anche lui attore, nacque nel 1942. Nel 1941 essi iniziarono una squadra marito-e-moglie per la rete Macquarie, dove erano noti come i "fidanzati della radio", interpretando romantici protagonisti al Lux Theatre, il primo spettacolo drammatico nei giorni in cui la radio dominava e l'imperiosa bruna Neva era una delle tre "Regine della Radio" (insieme a Lyndall Barbour e Thelma Scott),. Esse interpretarono Mrs Cogg, la moglie del becchino nelle serie Granny Martin Steps Out. Lei comparve anche negli show per Macquarie allo Star Theatre; una serie con John Tate, un'altra con Arundel Nixon. Recitò anche nelle lunghe serie ABC Blue Hills.
Non abbandonò il palcoscenico del tutto; nel 1944 lei e John fecero un tour in Nuova Zelanda e lei comparve regolarmente al Minerva Theatre di Sydney con opere quali Love from a Stranger, con Grant Taylor, Clutterbuck, Storm in a Teacup, Separate Rooms e Dangerous Corner di J.B. Priestley. Ma il matrimonio fallì. John se ne andò nell'Australia Centrale per vivere con la tribù Aranda (essi divorziarono nel 1954),.
Entrò poi nella compagnia teatrale itinerante shakespeariana John Alden; interpretando personaggi come Porzia ne Il mercante di Venezia, Paolina in Il racconto d'inverno e la signora Ford in Le allegre comari di Windsor. Nel 1957 si unì ai Trust Players all'Elizabethan Theatre (l'ex "Majestic" rinominato), e compì i suoi tour recitando in The Shifting Heart, di Richard Beynon e   Slaughter on St. Teresa's Day di Peter Kenna. Neva comparve in due episodi di Skippy il canguro, Esmerelda e Fred. 

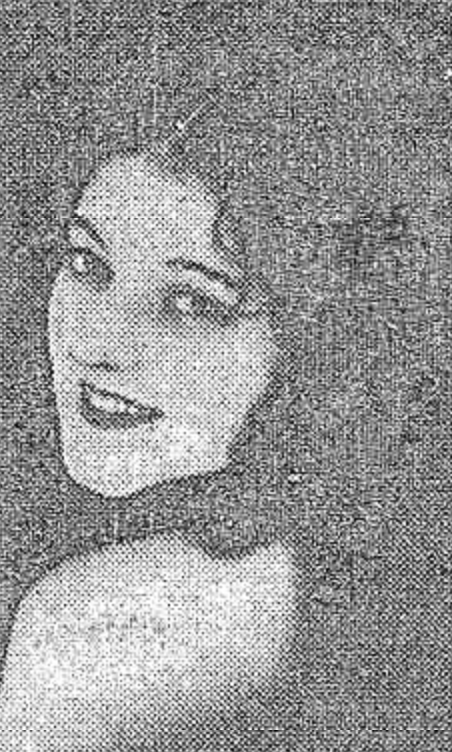
Neva Carr Glyn c. 1926

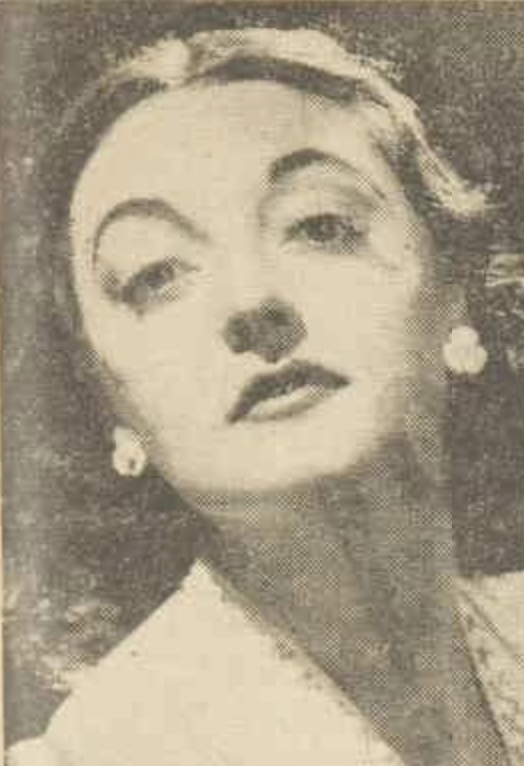
Neva Carr Glyn c. 1945

## Carriera cinematografica e televisiva
Il mondo stava cambiando per Neva. La televisione subentrò come mezzo di comunicazione per le stelle dello spettacolo e richiedeva aspetto giovanile e diversa esperienza.
Ella comparve in Slaughter of St Teresa's Day con Annette Andre che la definì "una meravigliosa attrice – Io ero sempre terrificata da lei, che era effettivamente una donna tosta, ma molto professionale ed esperta. Devo dire che imparai molto da lei." Aveva interpretato il ruolo sul palcoscenico.
Le furono assegnati vecchi antipatici ruoli come quelli di Mrs Gillipop in The Gillipops, e in film come Age of Consent (1969) e A cavallo di un pony selvaggio (1975). Il suo ultimo ruolo fu nelle serie ABC-TV Certain Women. Morì a metà della serie.

## Riconoscimenti
- Nel 1950 vinse il premio Macquarie Network per "la migliore performance di un'attrice in un ruolo principale" (in Half Light).[14]
- Nel 1951 vinse il premio Macquarie Network per "la migliore performance di un'attrice in un ruolo principale" (in If This Be Error).[15][16]

## Filmografia

### Film
- Girls, Please! (1934, lungometraggio),
- Il delatore (The Squeaker, aka Murder on Diamond Row), (1937, lungometraggio),
- First Victory Loan: Return Journey (1944, cortometraggio)
- Murder Story (1957, Film TV, nella parte della madre di Jim Tanner
- The Bastard Country (1959, film TV), come Connie Naismith
- Harlequinade (1961, film TV), nella parte di Edna Selby
- A Night Out (1961, film TV), nella parte della madre
- Red Peppers (1962, film TV )
- Prelude to Harvest (1963, film TV), nella parte di Mrs Barnsley
- Don't Listen Ladies (1963, film TV), nella parte di Julie
- Rape of the Belt (1964, film TV), nella parte di Hera
- A Touch of Gold (1967, film TV)
- Age of Consent (1969, lungometraggio), nella parte di Ma Ryan
- A cavallo di un pony selvaggio (1975, lungometraggio), nella parte di Miss Gwen

### Televisione
- The Adventures of Long John Silver (1958),
- Whiplash (1960-61),
- The Mavis Bramston Show (1966),
- A Touch of Gold (1967),
- Skippy the Bush Kangaroo (episodi: 'Esmerelda' e 'Fred'), (1967-68),
- The Cousin from Fiji (1972),
- Certain Women

## Teatro
- East Lynne (1912), nella parte di William
- The Queen of Sheba (1919), nella parte di una ballerina alla Sydney Town Hall
- Dick Whittington and His Cat (1921, pantomima), nel coro per Fuller Brothers al Majestic Theatre, Newtown
- Band Box Revue (1925-31), (tour in Australia & Nuova Zelanda),
- Robinson Crusoe (1925-26), nella parte della ragazza protagonista
- Aladdin (1927–28), nella parte del ragazzo protagonista
- Clowns in Clover, per la Frank Neil Company
- Up in Mabel's Room (1929), nella parte di Mabel per la Frank Neil Company (tour sudafricano),
- Nina Rosa (1931, operetta), per Firth Shephard Company
- Living Dangerously (1934), per Firth Shephard Company
- Accidentally Yours (1935), per Firth Shephard Company
- Aren't Men Beasts? (1936), per Firth Shephard Company
- Cinderella (1937), come Dandini
- Love from a Stranger al Minerva Theatre di Sydney
- Clutterbuck al Minerva Theatre di Sydney
- Storm in a Teacup al Minerva Theatre di Sydney
- Separate Rooms al Minerva Theatre di Sydney
- Dangerous Corner di J.B. Priestley
- Il mercante di Venezia nella parte di Porzia per John Alden Shakespeare Company
- A Winter's Tale nella parte di Paolina per John Alden Shakespeare Company
- Le allegre comari di Windsor nella parte di Mistress Ford per John Alden Shakespeare Company
- The Shifting Heart per John Alden Shakespeare Company
- The Bastard Country (1959), nella parte di Connie Naismith
- The Slaughter of St Theresa's Day (1960), nella parte di Oola Maguire

## Trasmissioni radio selezionate
- The Laughing Woman con Peter Finch per ABC nel 1941[6]
- Mrs Parkington con John Saul per Macquarie Network nel 1946[17]
- If This Be Error di Rachel Grieve e Mollie Greenhalgh per Macquarie Network nel 1951[15]
- Shadow of the Vine di Beverley Nichols per General Motors Hour nel 1952[18]
- Mildred Pierce di James M. Cain nel 1953[19]